# Дзержинский район (Пермь)
Дзержи́нский район — один из семи районов Перми. 
Расположен по обе стороны реки Камы и делится на правобережную и левобережную части. Образован в 1936 году под названием Кагановичский район, в 1957 году переименован в Дзержинский район. На территории района расположены: вокзал Пермь II, станция Пермь-Сортировочная, Пермский государственный университет.

## География
Площадь района — 63,24 км². Район расположен на обоих берегах реки Камы и состоит из левобережной и правобережной части. По территории района протекают малые реки Мулянка и Данилиха — левые притоки Камы. В южной части района находится часть Черняевского леса.
Микрорайоны левобережной части района: Данилиха (Плехановский), Железнодорожный (ДКЖ), Заимка, Заостровка, Красный Октябрь, Парковый, Светлый, Староплоский, Центральный. Микрорайоны правобережной части: Акуловский, Пролетарский, Заречный, Комсомольский.

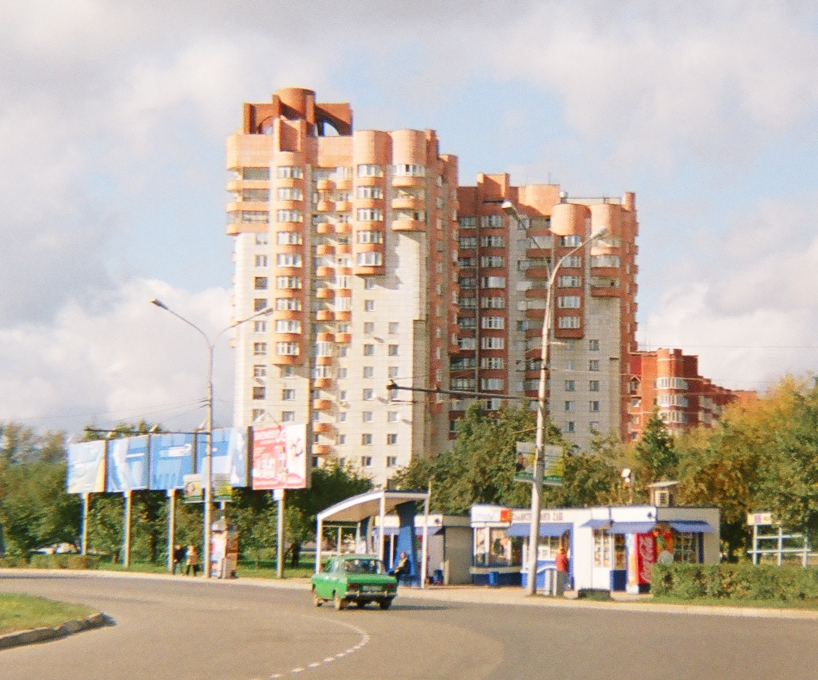
Жилой дом — пример современной архитектуры

Крупные улицы: Петропавловская, Ленина, Крисанова, Монастырская, Луначарского, Докучаева, Ветлужская, проспект Парковый.

## История
Дзержинский район был создан 27 мая 1936 года, когда президиум городского совета принял решение о создании Ленинского, Сталинского (ныне — Свердловский) и Кагановичского (ныне — Дзержинский) районов и учреждении соответствующих районных советов.
Главным предприятием нового района была Пермская железная дорога, которой было присвоено имя наркома путей сообщения Л. М. Кагановича, что обусловило выбор названия для района. В новом районе также располагались: транспортные ворота города: вокзал Пермь II, речной порт, судомеханический завод, лесокомбинат «Красный Октябрь», машиностроительный завод им. Ф. Э. Дзержинского, одна из первых в стране фабрика мороженого, Пермский государственный университет.
В 1957 году район был переименован в Дзержинский район.
31 марта 1972 года из Дзержинского района, население которого к тому моменту достигло 215 000 человек, был выделен Индустриальный район города Перми.

## Население
| 1959     | 1970     | 1979     | 1989     | 2002     | 2004     | 2006     | 2007     | 2009     |
| -------- | -------- | -------- | -------- | -------- | -------- | -------- | -------- | -------- |
| 142 777  | ↗210 513 | ↘144 015 | ↗163 012 | ↘153 403 | ↘149 700 | ↗150 700 | ↘150 300 | ↘149 559 |
| 2010     | 2012     | 2013     | 2014     | 2015     | 2016     | 2017     | 2018     | 2019     |
| ↗155 632 | ↗157 579 | ↗159 779 | ↗161 935 | ↗163 859 | ↗165 028 | ↗166 292 | ↗167 000 | ↗167 449 |
| 2020     | 2021     | 2023     |          |          |          |          |          |          |
| ↗167 632 | ↗174 720 | ↘173 716 |          |          |          |          |          |          |

Население района составляет 16.91 % населения Перми.
По данным на 1 января 2013 года население района составило 150 803 человека, из них:
- трудоспособное население — 84 334 чел.,
- пенсионеры — 40 291 чел.[25].

## Организации
Образовательные учреждения

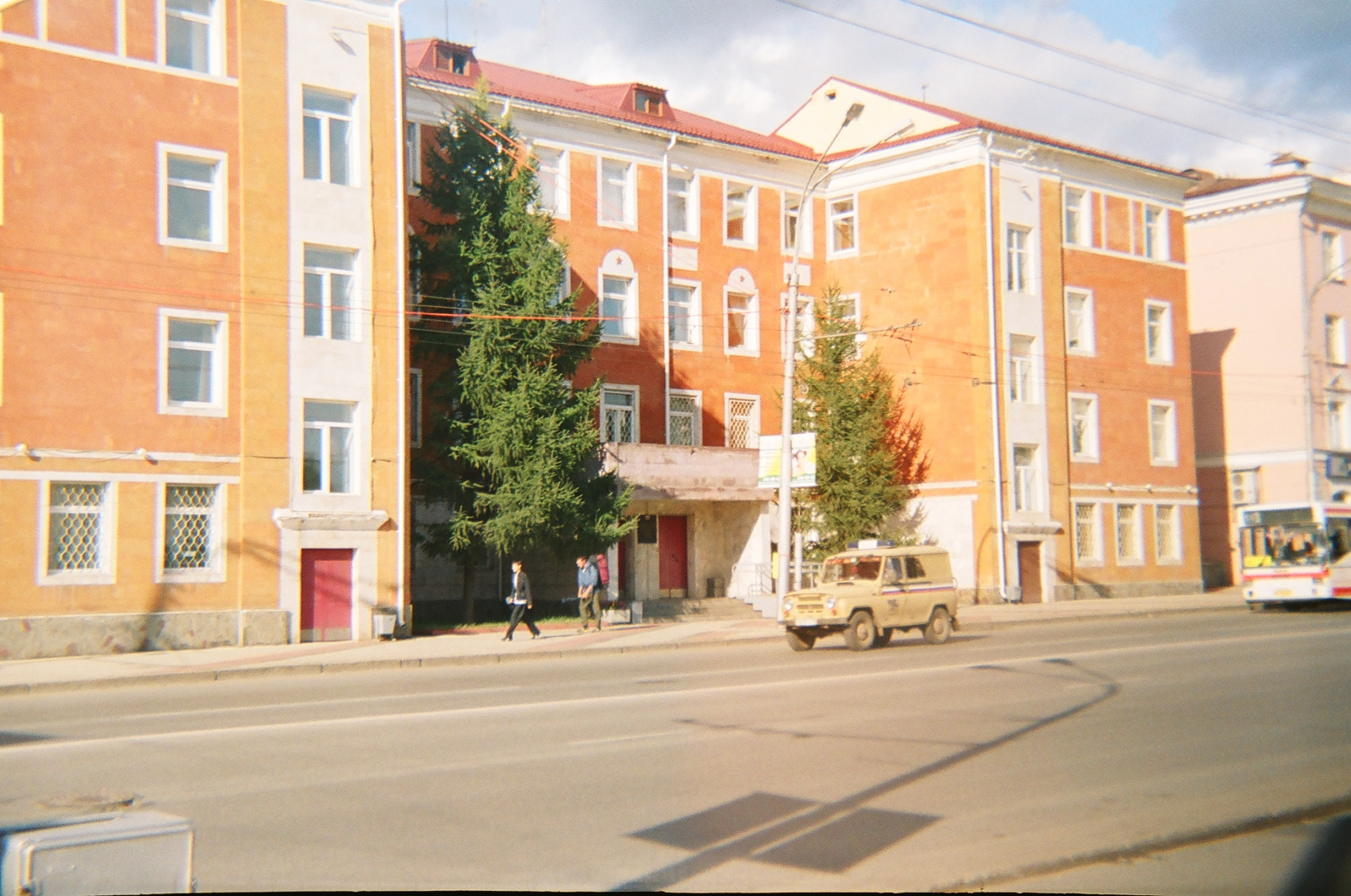
Администрация района

- Пермский государственный национальный исследовательский университет.
- Пермская государственная фармацевтическая академия.